# コマドリ
コマドリ（駒鳥、Luscinia akahige）は、鳥綱スズメ目ヒタキ科コマドリ属に分類される鳥類。

## 分布
L. a. akahige　コマドリ
中華人民共和国南部、日本、樺太南部、南千島
夏季に日本やサハリン、南千島で繁殖し、冬季になると中華人民共和国南部へ南下し越冬する。日本では夏季に繁殖のため九州以北に飛来（夏鳥）する。
L. a. tanensis　タネコマドリ
日本（伊豆諸島、種子島、屋久島）固有亜種

## 形態
全長13.5-14.5センチメートル。体重13-20ｇ。
嘴の色彩は黒い。後肢の色彩は薄橙色。
幼鳥は嘴の基部から口角にかけて黄色みを帯びる。オスは頭部から上胸にかけての羽衣が橙がかった赤褐色。体上面の羽衣や尾羽、翼は橙褐色。メスは頭部から上胸、上面が橙褐色、下胸から腹部にかけての羽衣が灰色で、上胸と下胸の色彩の境目が不明瞭。
L. a. akahige　コマドリ
オスの成鳥は上胸と下胸の境目に黒い横縞が入り、下胸から腹部にかけての羽衣は暗灰色。
L. a. tanensis　タネコマドリ
オスの成鳥でも上胸と下胸の境目に黒い横縞が入らず、下胸から腹部にかけての羽衣は灰色。成鳥でも下嘴の基部から口角にかけて黄色みを帯びる個体が多い。

## 分類
本種とアカヒゲの種小名は和名から採られているが、記載の際に取り違えられたと考えられており、コマドリがL. akahige、アカヒゲがL. komadoriと互い違いになっている。
- Luscinia akahige akahige (Temminck, 1835) コマドリ
- Luscinia akahige tanensis タネコマドリ

## 生態
亜高山帯の渓谷や斜面にあるササなどの下草が生い茂った針葉樹林や混交林、亜種タネコマドリは照葉樹林にも生息する。
食性は動物食で、主に昆虫を食べる。低木の樹上や地表で獲物を捕食する。
繁殖形態は卵生。崖の下など目立たない場所に木の枝や葉を使って巣を作る。3-5個の卵を産む。抱卵期間は12-14日で、雌が抱卵する。雛は12-14日で巣立つ。ジュウイチに托卵の対象とされることもある。
「ヒンカラカラ」と囀る。囀りが馬（駒）の嘶きのように聞こえることが和名の由来である。

## 人間との関係
ウグイスやオオルリと共に日本三鳴鳥の1つとされる。開発による生息地の破壊、人為的に移入されたニホンイタチによる捕食（三宅島）などにより生息数は減少している。
L. a. tanensis　タネコマドリ
絶滅危惧II類 (VU)（環境省レッドリスト）